# Thái Minh Lượng
Thái Minh Lượng (tiếng Trung: 蔡明亮; bính âm: Cài Míngliàng; sinh ngày 27 tháng 10 năm 1957) là một nhà làm phim người Malaysia hiện đang sống làm việc chủ yếu ở Đài Loan. Ông là một trong những nhân vật tiêu biểu thuộc Thế hệ Làn sóng mới thứ hai ở Đài Loan. Năm 1994 bộ phim Vive L'Amour của ông đã giành được giải Sư tử vàng tại liên hoan phim Venezia, là bộ phim thứ hai của Đài Loan dành được giải thưởng danh giá này.

## Tác phẩm
Thái Minh Lượng là người gốc Trung Quốc sinh ra ở Kuching, Sarawak, Malaysia sau khi trưởng thành ông chuyển đến sống tại Đài Bắc, Đài Loan. Ông tốt nghiệp Khoa Kịch nghệ và Điện ảnh của Đại học Văn hóa Trung Quốc Đài Loan năm 1982 đồng thời từng là nhà sản xuất sân khấu, biên kịch và đạo diễn truyền hình ở Hồng Kông.

## Phim

### Phim điện ảnh
- Rebels of the Neon God (1992)
- Vive L'Amour (1994)
- The River (1997)
- The Hole (1998)
- What Time Is It There? (2001)
- Goodbye, Dragon Inn (2003)
- The Wayward Cloud (2005)[6]
- I Don't Want to Sleep Alone (2006)
- Face (2009)[7]
- Stray Dogs (2013)[8][9]
- Days (2020) [10]

### Phim ngắn
- Fish, Underground (or A Conversation with God) (2001)
- The Skywalk Is Gone (2002)
- Madame Butterfly (2008) – một phần của dự án Liên hoan phim Luca[11][12][13][14]
- No Form (2012)[15]
- Diamond Sutra / Sleepwalk (2012)[16][17]
- Xing Zai Shui Shang (2013)
- Journey to the West (2014)[18]
- Xiao Kang (2015)[19][20]
- No No Sleep (2015)[21]
- The Deserted (2017)[22]
- Light (2019)

### Phân đoạn
- Welcome to São Paulo (2004) – "Hồ cá"
- To Each His Own Cinema (2007) – "Đó là giấc mơ"
- Beautiful 2012 (2012) – "Người đi bộ"[23][24][25][26]
- Letters from the South (2013) – "Đi trên mặt nước"[27][28][29]
- Beautiful 2015 (2015) – "Không không ngủ"[30][31]

### Phim tài liệu
- Sleeping on Dark Waters (2008)
- Afternoon (2015)[32][33]
- Your Face (2018)[34]

### Phim truyền hình
- Endless Love (1989)
- The Happy Weaver (1989)
- Far Away (1989)
- All Corners of the World (1989)
- Li Hsiang's Love Line (1990)
- My Name is Mary (1990)
- Ah-Hsiung's First Love (1990)
- Give Me a Home (1991)
- Boys (1991)
- Hsio Yueh's Dowry (1991)
- My New Friends (1995)

## Giải thưởng

### Giải Kim Mã
| Năm  | Lễ trao giải           | Giải thưởng                       | Phim                   | Kết quả   |
| ---- | ---------------------- | --------------------------------- | ---------------------- | --------- |
| 1986 | Giải Kim Mã lần thứ 23 | Kịch bản chuyển thể xuất sắc nhất | Dương xuân lão ba      | Đề cử     |
| 1992 | Giải Kim Mã lần thứ 29 | Đạo diễn xuất sắc nhất            | Rebels of the Neon God | Đề cử     |
| 1992 | Giải Kim Mã lần thứ 29 | Kịch bản gốc xuất sắc nhất        | Rebels of the Neon God | Đề cử     |
| 1994 | Giải Kim Mã lần thứ 31 | Phim xuất sắc nhất                | Vive L'Amour           | Đoạt giải |
| 1994 | Giải Kim Mã lần thứ 31 | Đạo diễn xuất sắc nhất            | Vive L'Amour           | Đoạt giải |
| 2001 | Giải Kim Mã lần thứ 38 | Phim xuất sắc nhất                | What Time Is It There? | Đề cử     |
| 2001 | Giải Kim Mã lần thứ 38 | Đạo diễn xuất sắc nhất            | What Time Is It There? | Đề cử     |
| 2001 | Giải Kim Mã lần thứ 38 | Kịch bản gốc xuất sắc nhất        | What Time Is It There? | Đề cử     |
| 2002 | Giải Kim Mã lần thứ 39 | Phim ngắn sáng tạo hay nhất       | The Skywalk Is Gone    | Đề cử     |
| 2003 | Giải Kim Mã lần thứ 40 | Phim xuất sắc nhất                | Goodbye, Dragon Inn    | Đề cử     |
| 2003 | Giải Kim Mã lần thứ 40 | Đạo diễn xuất sắc nhất            | Goodbye, Dragon Inn    | Đề cử     |
| 2005 | Giải Kim Mã lần thứ 42 | Phim xuất sắc nhất                | The Wayward Cloud      | Đề cử     |
| 2005 | Giải Kim Mã lần thứ 42 | Đạo diễn xuất sắc nhất            | The Wayward Cloud      | Đề cử     |
| 2009 | Giải Kim Mã lần thứ 46 | Phim xuất sắc nhất                | Face                   | Đề cử     |
| 2009 | Giải Kim Mã lần thứ 46 | Đạo diễn xuất sắc nhất            | Face                   | Đề cử     |
| 2013 | Giải Kim Mã lần thứ 50 | Phim xuất sắc nhất                | Giao du                | Đề cử     |
| 2013 | Giải Kim Mã lần thứ 50 | Đạo diễn xuất sắc nhất            | Giao du                | Đoạt giải |
| 2015 | Giải Kim Mã lần thứ 52 | Phim ngắn sáng tạo hay nhất       | No No Sleep            | Đề cử     |
| 2019 | Giải Kim Mã lần thứ 56 | Phim tài liệu hay nhất            | Your Face              | Đoạt giải |
| 2020 | Giải Kim Mã lần thứ 57 | Phim xuất sắc nhất                | Days                   | Đề cử     |
| 2020 | Giải Kim Mã lần thứ 57 | Đạo diễn xuất sắc nhất            | Days                   | Đề cử     |
| 2021 | Giải Kim Mã lần thứ 58 | Phim tài liệu ngắn hay nhất       | Lương dạ bất năng lưu  | Đề cử     |

### Liên hoan phim Cannes
| Năm  | Lễ trao giải                     | Giải thưởng                               | Phim                   | kết quả   |
| ---- | -------------------------------- | ----------------------------------------- | ---------------------- | --------- |
| 1998 | Liên hoan phim Cannes lần thứ 51 | Cành cọ vàng                              | The Hole               | Đề cử     |
| 1998 | Liên hoan phim Cannes lần thứ 51 | Giải thưởng FIPRESCI                      | The Hole               | Đoạt giải |
| 2001 | Liên hoan phim Cannes lần thứ 54 | Cành cọ vàng                              | What Time Is It There? | Đề cử     |
| 2001 | Liên hoan phim Cannes lần thứ 54 | Giải Prix Vulcain de l'artiste technicien | What Time Is It There? | Đoạt giải |
| 2009 | Liên hoan phim Cannes lần thứ 62 | Cành cọ vàng                              | Face                   | Đề cử     |

### Liên hoan phim Venice
| Năm  | Lễ trao giải                                          | Giải thưởng          | Phim                        | kết quả   |
| ---- | ----------------------------------------------------- | -------------------- | --------------------------- | --------- |
| 1994 | Liên hoan phim Venice lần thứ 51                      | Sư tử vàng           | Vive L'Amour                | Đoạt giải |
| 1994 | Liên hoan phim Venice lần thứ 51                      | Giải thưởng FIPRESCI | Vive L'Amour                | Đoạt giải |
| 2003 | Liên hoan phim Venice lần thứ 60                      | Sư tử vàng           | Goodbye, Dragon Inn         | Đề cử     |
| 2003 | Liên hoan phim Venice lần thứ 60                      | Giải thưởng FIPRESCI | Goodbye, Dragon Inn         | Đoạt giải |
| 2006 | Liên hoan phim Venice lần thứ 63                      | Sư tử vàng           | I Don't Want to Sleep Alone | Đề cử     |
| 2013 | Liên hoan phim Venice lần thứ 70                      | Sư tử vàng           | Stray Dogs                  | Đề cử     |
| 2013 | Liên hoan phim Venice lần thứ 70                      | Giải Special mention | Stray Dogs                  | Đoạt giải |
| 2013 | Liên hoan phim Venice lần thứ 70                      | Giải thưởng lớn      | Stray Dogs                  | Đoạt giải |
| 2015 | Liên hoan phim Venice lần thứ 72                      | Giải Queer Lion      | Afternoon                   | Đề cử     |
| 2017 | Liên hoan phim Venice lần thứ 74 (Venice VR Expanded) | Video hay nhất       | The Deserted                | Đề cử     |

### Liên hoan phim Berlin
| Năm  | Lễ trao giải                     | Giải thưởng                              | Phim              | kết quả   |
| ---- | -------------------------------- | ---------------------------------------- | ----------------- | --------- |
| 1997 | Liên hoan phim Berlin lần thứ 47 | Gấu vàng                                 | The River         | Đề cử     |
| 1997 | Liên hoan phim Berlin lần thứ 47 | Gấu vàng                                 | The River         | Đề cử     |
| 1997 | Liên hoan phim Berlin lần thứ 47 | Giải thưởng FIPRESCI                     | The River         | Đoạt giải |
| 2005 | Liên hoan phim Berlin lần thứ 55 | Gấu vàng                                 | The Wayward Cloud | Đề cử     |
| 2005 | Liên hoan phim Berlin lần thứ 55 | Giải thưởng Đóng góp Nghệ thuật Xuất sắc | The Wayward Cloud | Đoạt giải |
| 2005 | Liên hoan phim Berlin lần thứ 55 | Giải thưởng FIPRESCI                     | The Wayward Cloud | Đoạt giải |
| 2005 | Liên hoan phim Berlin lần thứ 55 | Giải Alfred Bauer                        | The Wayward Cloud | Đoạt giải |
| 2020 | Liên hoan phim Berlin lần thứ 70 | Gấu vàng                                 | Days              | Đề cử     |
| 2020 | Liên hoan phim Berlin lần thứ 70 | Giải Teddy                               | Days              | Đoạt giải |